# Siouxsie Q
Siouxsie Q (Monterrey, California; 18 de junio de 1985) es una periodista y columnista, activista por los derechos de las trabajadoras sexuales y actriz pornográfica estadounidense que se identifica a sí misma como feminista y trabajadora sexual. Es además locutora, cantante, compositora y dramaturga, así como columnista del semanario SF Weekly.

## Vida personal
Siouxsie Q reside en San Francisco. Está casada con su compañero de podcast y periodista Jesse James. Tienen una relación poliamorosa.

## Carrera y activismo
Después de aparecer en sitios web de aficionados como Dare Ring, en 2010, Siouxsie Q dejó su trabajo minorista y comenzó a bailar en The Lusty Lady Theatre, un peep show sindicalizado en el barrio de North Beach de San Francisco. Poco después, comenzó su carrera como trabajadora sexual mientras vivía en Inner Richmond, y se trasladaba a un apartamento en East Bay para hacer negocios.
Siouxsie, que inicialmente utilizó Internet principalmente como una herramienta de marketing, ha declarado que los podcasts han "transformado realmente la forma en que hago negocios". En 2012, se había asentado en su carrera y, a instancias de su novio, comenzó un podcast quincenal regular como una forma de hablar en contra de la Propuesta 35 de California, cuyo texto, finalmente aprobado, ampliaba la definición de trata de personas y aumentaba las penas por ser partícipes de dichas actividades, incidiendo en las penas que podían sufrir las propias trabajadoras sexuales.
El podcast, originalmente llamado "This American Whore" (traducido como "Esta puta estadounidense"), pasó a renombrarse "The WhoreCast" después de una disputa con This American Life, un programa de radio pública. Después de la aprobación de la Proposición 35, el podcast se amplió para cubrir una amplia gama de temas como cuestiones del ámbito transgénero, la sexualidad, los derechos de las trabajadoras sexuales, política y pornografía.
En 2014, comenzó a escribir una columna regular para SF Weekly en la que analizaba, además de los temas ya tratados en su podcast, otros como el feminismo y el papel de la mujer en la industria del trabajo sexual.

## Opiniones políticas
A través de su podcast, Siouxsie Q surgió como una abierta oponente de la Proposición 35 de California. En sus emisiones, afirmaba que consideraba la propuesta como "una pieza legislativa confusa" que ampliaba demasiado la definición de "trata" para incluir a cualquier persona que viviera con una prostituta o que recibiera el apoyo de ella. En respuesta, el podcast se estableció como "un vehículo para realmente humanizar el trabajo sexual" y como una forma de oponerse a tal Propuesta. También se utilizó para hablar en contra del Proyecto de Ley de Sexo Más Seguro en la Industria del Cine para Adultos, un proyecto de ley que exigiría el uso de condones en todas las películas para adultos realizadas en el condado de Los Ángeles, que no en todo el estado de California. Ella describió el proyecto de ley como "parte de una estrategia múltiple [...] para cerrar la industria del porno en California". En 2013, apareció en CNN después de organizar una campaña de registro de la Ley del Cuidado de Salud a Bajo Precio (conocido también como Obamacare) denominada "Healthy Ho's Party". El evento, diseñado para alentar a las trabajadoras sexuales a inscribirse en los intercambios de seguros recientemente establecidos, fue declarado un éxito, con casi 40 asistentes llenando la documentación de inscripción.

## Carrera en la industria pornográfica
Compaginó parte de su carrera como locutora (podcaster), editora y columnista con las tareas de activismo y su carrera como actriz pornográfica, iniciando su carrera en dicha industria en 2012, con 27 años. Ha trabajado con estudios como Adam & Eve, Filly Films, Severe Sex, Kink.com, Futanaria, Erika Lust Films, Trouble Films, Adult Time, Reality Kings, Pure Taboo, Transsensual o Pink Velvet, entre otros. Ha aparecido en más de 80 películas como actriz y ha dirigido más de 50.
En 2015 recibió su primera nominación en los Premios AVN, en la categoría de Mejor escena de sexo lésbico en grupo por San Francisco Lesbians: SCISSR Sex App, junto a Courtney Trouble y Maxine Holloway. Repetiría en la misma categoría tres años más tarde, en 2018, en esa ocasión por Luck of the Draw, con Bella Rossi y Arabelle Raphael. En 2021 volvería a los AVN con otra nominación en la categoría recién creada, dada la crisis de producciones de la industria por la pandemia de coronavirus, de Mejor escena de sexo en cuarentena, por Quarantined With My Step Dad.

## Premios y nominaciones como actriz
| Año  | Ceremonia   | Resultado | Premio                                | Trabajo                                |
| ---- | ----------- | --------- | ------------------------------------- | -------------------------------------- |
| 2015 | Premios AVN | Nominada  | Mejor escena de sexo lésbico en grupo | San Francisco Lesbians: SCISSR Sex App |
| 2018 | Premios AVN | Nominada  | Mejor escena de sexo lésbico en grupo | Luck of the Draw                       |
| 2021 | Premios AVN | Nominada  | Mejor escena de sexo en cuarentena    | Quarantined With My Step Dad           |